# لرمونتوو (استان آمور)
لرمونتوو (به لاتین: Lermontovo) یک منطقهٔ مسکونی در روسیه است که در استان آمور واقع شده‌است.